# IC 2348
IC 2348 је спирална галаксија у сазвјежђу Рак која се налази на листи објеката дубоког неба у Индекс каталогу.
Деклинација објекта је + 20° 32' 2" а ректасцензија 8h 24m 20,2s. Привидна величина (магнитуда) објекта IC 2348 износи 14,9 а фотографска магнитуда 15,7. Налази се на удаљености од 112,770 милиона парсека од Сунца. IC 2348 је још познат и под ознакама MCG 4-20-49, CGCG 119-85, NPM1G +20.0171, PGC 23589.